# Square Léon
Le square Léon est un square du 18e arrondissement de Paris, situé dans le quartier de la Goutte-d'Or.

## Situation et accès
Le site est accessible par le 20, rue des Gardes.
Il est desservi par la ligne 4 à la station Château Rouge.

## Origine du nom
Il porte le nom d'un ancien propriétaire qui avait laissé son nom au passage Léon, aujourd'hui disparu.

## Historique

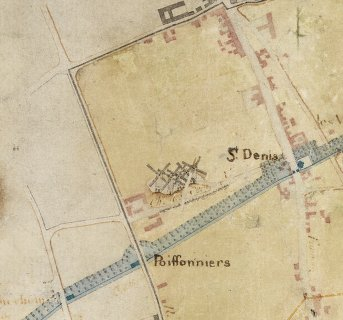
Butte des Cinq-Moulins, sur le plan de circonvallation de Paris, 1789.

À son emplacement s'élevait la « butte des Cinq-Moulins » ou « butte des Couronnes », dont les moulins à plâtre, destinés aux carrières de gypse de Montmartre et installés vers 1750, ont fonctionné jusqu'à la Restauration. Le chemin qui y menait se trouve à l'emplacement de la rue Polonceau, tandis qu'un des moulins, dénommé « le petit moulin » était à la place de l'actuelle rue Saint-Luc. Auparavant encore s'y trouvaient des vignes.
Le jardin a été aménagé en lieu et place du passage Léon et d'immeubles détruits dans les années 1970 et 1980. 
Une première fois réaménagé en 1990, il l'a été de nouveau dans les années 2000. Après une période de concertation avec les habitants, associant également un architecte-urbaniste, un géographe-démographe et un sociologue, le nouveau jardin a été livré en 2006 : les plantations sont désormais disposées autour d’une vaste pelouse centrale, et des aires de jeux ont été aménagées pour les enfants.
Le square est également rénové en 2019 puis en 2021-2022.